# كوبا بيرو 1980
كوبا بيرو 1980 هو موسم من كوبا بيرو ‏. فاز فيه León de Huánuco ‏.